# Katlijk
Katlijk è una piccola città situata nella municipalità di Heerenveen nella provincia della Frisia (Paesi Bassi)
Con una popolazione 635 abitanti (2006), essa si caratterizza dalla forte presenza di campanili frisoni.

## Storia

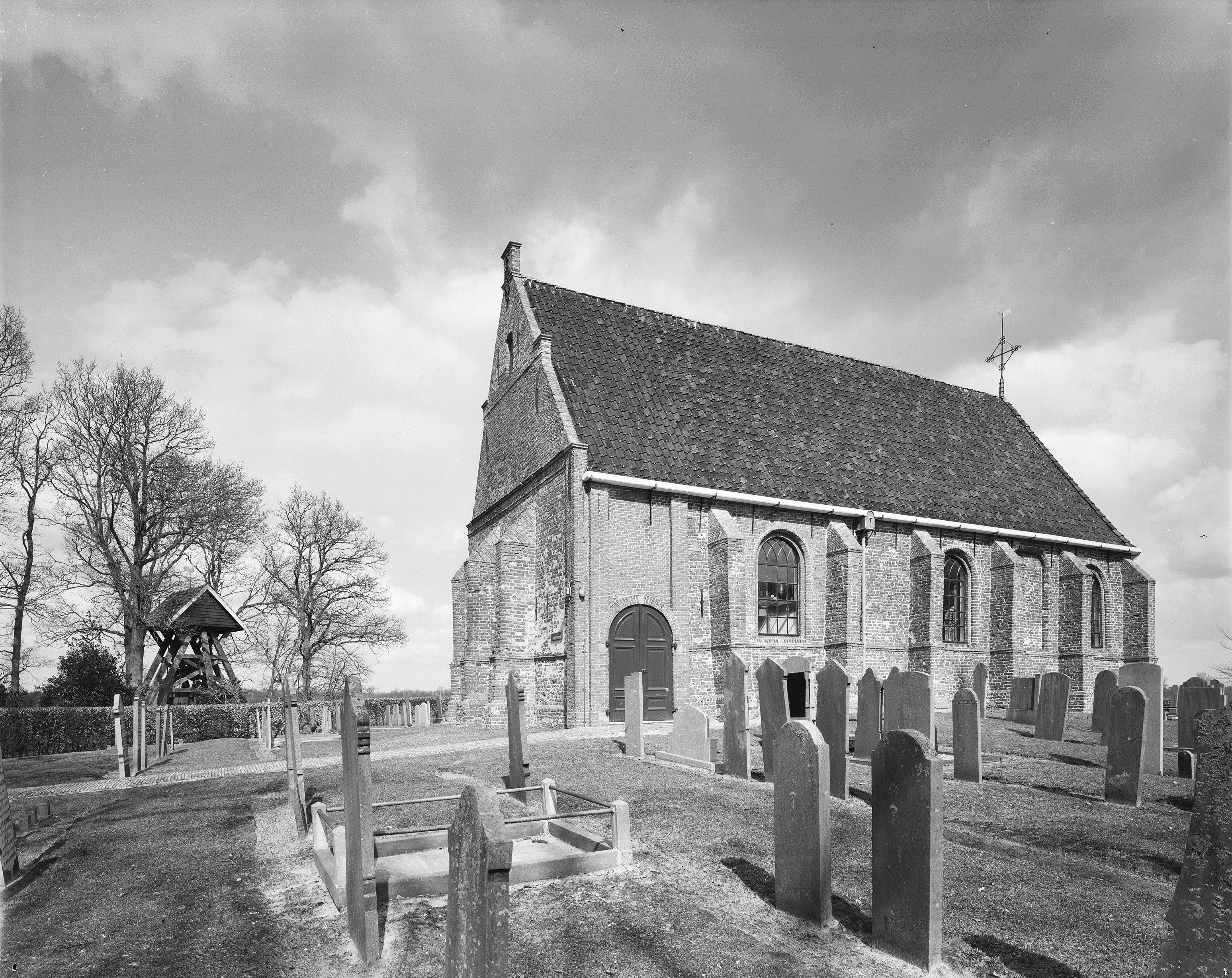
La chiesa di San Thomas a Katlijik

I cenni storici sulla città olandese risalgono al XIII secolo.
È noto che nel 1254 sorgesse una cappella; da questa nel corso degli anni si verrà a formare uno dei più prestigiosi quartieri della cittadina, lo stesso quartiere che nel 1525 sarà interessato dalla costruzione dell'attuale chiesa di Thomas Tsjerke.
Verso il XVI secolo la città verrà partita in 2 regioni: Groot (Grande)  Katlijk e Klein (Piccolo) Katlijk. Il termine katlijik probabilmente indicava lo stato paludoso della città della Frisia.